# 롤라 플로레스
마리아 돌로레스 "롤라" 플로레스 루이즈(María Dolores "Lola" Flores Ruiz, 1923년 1월 21일~1995년 5월 16일)는 스페인의 가수, 무용가, 배우이다.

## 직업 경력
스페인 안달루시아 지방 카디스 헤레스데라프론테라에서 태어난 롤라 플로레스는 안달루시아 민속과 스페인 집시 문화의 상징으로 스페인뿐만 아니라 세계적으로도 잘 알려졌다. 플로레스 자신은 스스로를 집시로 여기지 않았지만 로마족과 그들의 문화에 강하게 동화되었으며, 마침내는 집시 가문 사람과 결혼하였다. 그러나 그녀는 자신의 외할아버지가 롬 혈통인 것을 밝혔음을 인정했다. 그녀는 플라멩코, 코플라, 쇼티스를 공연하고 1939년에서 1987년까지 영화에 출연하며 매우 어린 나이에도 불구하고 안달루시아 민속 무용가 겸 가수로서 유명해졌다. 1951년까지 예술 동료 마놀로 카라콜과 민속 공연을 하면서 가장 성공적인 공연을 펼쳤다.

## 사생활
롤라 플로레스는 1958년 스페인 카탈루냐의 롬 출신인 기타 연주자 안토니오 곤살레스 엘 페스카일라와 결혼하였으며, 돌로레스(가수 겸 배우 롤리타 플로레스), 록 음악가이자 가수, 배우인 안토니오 플로레스, 가수이자 배우인 로사리오 플로레스 세 자녀를 낳았다.
롤라 플로레스는 1995년 72세의 나이에 유방암으로 죽어 마드리드의 알무데나 공동묘지에 묻혔다. 그녀의 죽음 뒤 얼마 지나지 않아 정신 상태가 불안정했던 33세의 아들 안토니오 플로레스가 바르비투르산염 과다 복용으로 사망하여 그녀의 옆에 묻혔다.
2007년에는 그녀의 1931년부터 1958년까지의 초기 생애를 다룬 전기 영화 《롤라, 라 펠리쿨라》(Lola, la película)가 제작되었다.

## 주요 작품
- 《달의 발코니》 (1962)

## 같이 보기
- 무희